# ناحیه ایست بند، شهرستان شمپین، ایلینوی
ناحیه ایست بند، شهرستان شمپین، ایلینوی (به انگلیسی: East Bend Township) یک منطقهٔ مسکونی در ایالات متحده آمریکا است که در شهرستان شمپین، ایلینوی واقع شده‌است. ناحیه ایست بند ۵۸۴ نفر جمعیت دارد و ۲۱۷ متر بالاتر از سطح دریا واقع شده‌است.